# Volutospina
Volutospina là một extinct chi của fossil động vật chân bụng that lived from the Cretaceous to the Eocene ở Châu Phi, châu Á, châu Âu, Bắc Mỹ, và Nam Mỹ.